# Uwłosicowate
Odontoceridae - Uwłosicowate, rodzina owadów wodnych z rzędu chruścików (Trichoptera). W Polsce reprezentowana jest tylko przez jeden gatunek - Odontocerum albicorne. Larwy tego gatunku są wszystkożerne. Żyją w średniej wielkości rzekach nizinnych (częściej na Pojezierzu Pomorskim). Larwy budują przenośne domki z ziaren piasku zespolonych przędzą jedwabną, w przekroju owalne, lekko zakrzywione.